# Jamella australiae
Jamella australiae är en insektsart som beskrevs av George Willis Kirkaldy 1906. Jamella australiae ingår i släktet Jamella och familjen Flatidae. Inga underarter finns listade i Catalogue of Life.